# Antípatre de Cirene
Antípatre de Cirene (grec antic: Ἀντίπατρος, llatí: Antipater) fou un filòsof grec de Cirene que va viure al segle iv aC.
Era un dels deixebles d'Aristip, el fundador de l'escola cirenaica, segons Diògenes Laerci. Ciceró diu a les Tusculanes que era cec però que acceptava aquesta situació i deia que la foscor també tenia els seus plaers.